# 과정
과정(戈定)은 《삼국지연의》에 등장하는 가공 인물로, 오나라의 장수 태사자(太史慈)의 수하 장수이며, 같은 고향 출신이다.
209년, 합비 전투에서 장료측의 마굿간의 관리와 형제 지간이였기 때문에 내통을 하여, 반란을 일으킨 것처럼 꾸몄으나 장료(張遼)가 신속하게 주동자인 과정을 붙잡아 처형시켰다. 이로 인하여 태사자는 함정에 빠져 독 화살을 맞고 전사하게 된다.